# Acanthurus gahhm
Acanthurus gahhm là một loài cá biển thuộc chi Acanthurus trong họ Cá đuôi gai. Loài cá này được mô tả lần đầu tiên vào năm 1775.

## Từ nguyên
Từ định danh gahhm cũng là tên thông thường trong tiếng Ả Rập của loài cá này.

## Phạm vi phân bố và môi trường sống
A. gahhm là một loài đặc hữu của Biển Đỏ và vịnh Aden, bao gồm vùng biển xung quanh quần đảo Socotra. A. gahhm sống gần các rạn san hô viền bờ hoặc trong các đầm phá, nơi có nền đáy cát hoặc đá dăm, ở độ sâu từ 5 đến 50 m.

## Mô tả
Chiều dài cơ thể tối đa được ghi nhận ở A. gahhm là 40 cm. Loài cá này có một mảnh xương nhọn chĩa ra ở mỗi bên cuống đuôi tạo thành ngạnh sắc, là đặc điểm của họ Cá đuôi gai.
A. gahhm tổng thể có màu nâu sẫm với một vệt đen ngay sau đuôi mắt. Cuống đuôi có một dải màu trắng bao quanh. Vây đuôi lõm sâu, hình lưỡi liềm. Rìa của vây ngực có một dải màu vàng. Khu vực xung quanh mắt có màu vàng nhạt. Vây lưng có dải xanh lam ánh kim ở gốc vây, còn vây hậu môn có dải rìa màu xanh sáng
Số gai ở vây lưng: 9; Số tia vây ở vây lưng: 24 - 28; Số gai ở vây hậu môn: 3; Số tia vây ở vây hậu môn: 23 - 26; Số gai ở vây bụng: 1; Số tia vây ở vây bụng: 5.

## Sinh thái
A. gahhm thường bơi theo từng nhóm nhỏ, và đôi khi, những nhóm này thường hợp thành một đàn lớn cùng nhau kiếm ăn.

## Đánh bắt
A. gahhm được xem là một loài hải sản, và cũng được đánh bắt nhằm mục đích thương mại cá cảnh.